# BLACK CATS
BLACK CATS（ブラック・キャッツ）は、日本のロカビリーバンド。

## メンバー
- 高田誠一（たかだ せいいち、1960年1月6日 - 2004年7月29日） - ボーカル担当。長崎県出身。血液型B型。2004年7月29日、白血病のため44歳で死去。
- 覚田修（かくだ おさむ、1958年9月3日 - 2024年1月24日） - サクソフォーン・コーラス担当。富山県出身。血液型A型。65歳で死去。

## 旧メンバー
- 片桐孝（かたぎり たかし、1960年8月16日 - 1987年） - ギター担当。千葉県出身。血液型O型。白血病のため20代後半で死去。
- 久米良昌（くめ よしあき、1963年11月30日 - ） - 2代目ギター担当。岐阜県出身。血液型A型。ドラム久米浩司の弟。
- 陣内淳（じんない じゅん、1960年7月28日 - ） - 初代ベース担当。神奈川県出身。血液型A型。
- 久米浩司（くめ ひろし、1962年5月29日 - ） - 初代ドラム担当。岐阜県出身。血液型A型。The Biscatsボーカル青野美沙稀の父親[1]。
- 中村元（なかむら はじめ、1960年2月11日 - ） - 2代目ベース担当。北海道札幌市出身。血液型AB型。

## 概要
1981年デビュー。1982年に日本人バンドとして初のアメリカ・ライブ・ツアーを行い、ジャパニーズ・ロカビリー旋風を巻き起こす。西海岸のガールズバンド「ゴーゴーズ」のオープニングアクトとして全米ツアーにも同行した。日本を代表するロカビリーバンドとして、日本国内のみならず海外アーティストへも多大な影響を与えており、イギリスからザ・クラッシュが来日した際には、メンバーらがクリームソーダに訪れてレコードを購入している。

## 略歴
- 1981年 - 山崎眞行が主宰・経営する原宿のロカビリーショップ「クリームソーダ」にて、店のスタッフ6人で結成[2]。
- 1982年 - ベーシスト・陣内が脱退、中村が加入。全国ツアー、全米ツアーを実施[2]。
- 1983年 - 中村、片桐、久米兄弟が脱退。その後、久米兄弟は「B.A.T（バット）」を結成、高田、覚田は、ベーシスト・炭谷貴士とコカ・コーラのテレビCM「Yes Coke Yes」に出演。
- 1984年 - 織田哲郎のプロデュースによるアルバム『東京ストリートロッカー』を発売。
- 1985年 - コカ・コーラのテレビCM「Coke is it!」に高田、覚田、ベーシスト・炭谷と出演。
- 1986年 - BLACK CATS解散。
- 1994年 - 高田、覚田の2人で再結成。1999年まで活動。

### 変遷
|                           | ボーカル | ギター | ギター   | サックス・コーラス | ベース | ドラム   |
| ------------------------- | -------- | ------ | -------- | ------------------ | ------ | -------- |
| 1981年-1982年（上半期）   | 高田誠一 | 片桐孝 | 久米良昌 | 覚田修             | 陣内淳 | 久米浩司 |
| 1982年（下半期） - 1983年 | 高田誠一 | 片桐孝 | 久米良昌 | 覚田修             | 中村元 | 久米浩司 |
| 1984年-1986年 再結成期    | 高田誠一 |        |          | 覚田修             |        |          |

## ディスコグラフィ

### シングル
| 発売日                                      | 規格                                        | 規格品番                                    | 面                                          | タイトル                                     |
| ビクター音楽産業／ビクター インビテーション | ビクター音楽産業／ビクター インビテーション | ビクター音楽産業／ビクター インビテーション | ビクター音楽産業／ビクター インビテーション | ビクター音楽産業／ビクター インビテーション  |
| ------------------------------------------- | ------------------------------------------- | ------------------------------------------- | ------------------------------------------- | -------------------------------------------- |
| 1981年7月21日                               | EP                                          | VIHX-1548                                   | A                                           | ジニージニージニー JEANNIE, JEANNIE, JEANNIE |
| 1981年7月21日                               | EP                                          | VIHX-1548                                   | B                                           | 夢のビッグマシン DREAMING BIG MACHINE        |
| 1981年9月21日                               | EP                                          | VIHX-1553                                   | A                                           | シンガポールナイト SINGAPORE NIGHT           |
| 1981年9月21日                               | EP                                          | VIHX-1553                                   | B                                           | 1950                                         |
| 1981年12月20日                              | EP                                          | VIHX-1560                                   | A                                           | ランデブー                                   |
| 1981年12月20日                              | EP                                          | VIHX-1560                                   | B                                           | 涙のバースデイ・キャンドル                   |
| 1982年7月21日                               | EP                                          | VIHX-1581                                   | A                                           | うわさのラブモンスター                       |
| 1982年7月21日                               | EP                                          | VIHX-1581                                   | B                                           | グッドラック・ベースマン                     |
| 1982年11月5日                               | EP                                          | VIHX-1594                                   | A                                           | I･愛･哀 Waiting for you                      |
| 1982年11月5日                               | EP                                          | VIHX-1594                                   | B                                           | いとしのベリンダ                             |
| JAPAN RECORD                                |                                             |                                             |                                             |                                              |
| 1985年4月25日                               | EP                                          | 7JAS-32                                     | A                                           | 抱きしめてクレージーナイト                   |
| 1985年4月25日                               | EP                                          | 7JAS-32                                     | B                                           | ファニー・ダンステリア                       |
| 1985年                                      | EP                                          | 7JAS-49                                     | A                                           | チェッ!チェッ!チェッ!                        |
| 1985年                                      | EP                                          | 7JAS-49                                     | B                                           | やさしさの情景                               |
| メルダック                                  |                                             |                                             |                                             |                                              |
| 1995年4月21日                               | 8cmCD                                       | MEDR-11034                                  | 1                                           | エデンの東へ〜47歳                           |
| 1995年4月21日                               | 8cmCD                                       | MEDR-11034                                  | 2                                           | MOONLIGHT DANCER                             |
| バンダイ・ミュージックエンタテインメント    |                                             |                                             |                                             |                                              |
| 1998年11月5日                               | 8cmCD                                       | APDA-269                                    | 1                                           | BLACK CATS                                   |
| 1998年11月5日                               | 8cmCD                                       | APDA-269                                    | 2                                           | SCRATCH                                      |
| 1998年12月16日                              | 8cmCD                                       | APDA-277                                    | 1                                           | PARTY CAT                                    |
| 1998年12月16日                              | 8cmCD                                       | APDA-277                                    | 2                                           | 君がいた夏                                   |

### アルバム
1. CREAM-SODA PRESENTS（1981年9月21日）
2. VIVIENNE（1982年3月5日）
3. HEAT WAVE（1982年11月5日）
4. 東京ストリートロッカー（1984年8月25日）
5. ラバーソウル（1985年5月25日）
6. 第三倉庫 ワンナイトショー（1985年11月21日）

#### 再結成期
1. BLACK CAT'S IN USA（1996年3月30日）
2. DRAGON TWIST（1997年2月26日）
3. ONE（1999年1月21日）

### ベスト・アルバム
1. Cat's Street（1983年8月21日）
2. ブラック・キャッツ BEST SELECTION（1990年12月21日）
3. Best Selection（1996年12月21日）
4. ブラック・キャッツ Singles（2003年2月26日）
5. GO! CAT! GO! -BLACK CATS in U.S.A-（2004年9月23日）